# محاولة انقلاب 1991 في الاتحاد السوفيتي
المحاولة الانقلابية في الاتحاد السوفيتي 1991 وهي انقلاب فاشل وقع يوم 19 أغسطس/آب عام 1991 وبدأ بمحاولة إقصاء رئيس البلاد ميخائيل غورباتشوف عن الحكم. ورأى أعضاء لجنة الدولة لحالة الطوارئ التي ضمت ممثلي الحكومة وأعضاء اللجنة المركزية للحزب الشيوعي أن النهج السياسي الذي كان غورباتشوف يتبعه أدى إلى انهيار المستوى المعيشي للسكان وتشجيع السوق السوداء، بالإضافة إلى أنه خلق نزعات خطيرة من شأنها أن تفكك الدولة.

## خلفية تاريخية
جرى في مارس/آذار عام 1991 الاستفتاء الشعبي حيث صوتت أغلبية الناس تأييدا للحفاظ على الاتحاد السوفيتي باستثناء الجمهوريات الست، وهي لتوانيا ولاتفيا واستونيا وجورجيا ومولدوفا وأرمينيا، التي كانت قد أعلنت استقلالها. وفي 17 يونيو/حزيران قام الرئيس غورباتشوف وزعماء الجمهوريات التسع، وهي روسيا الاتحادية وأوكرانيا وبيلاروسيا وكازاخستان وطاجيكستان وأوزبكستان وقيرغيزيا وأذربيجان وتركمانستان، قاموا بتنسيق مشروع معاهدة تشكيل اتحاد الدول المستقلة كفيدرالية لا مركزية. وكان من المقرر أن تنضم تلك الدول يوم 20 أغسطس/آب إلى المعاهدة.
أثارت المعاهدة استياءً لدى المسؤولين عن الدفاع والأمن في مجلس وزراء الاتحاد السوفيتي، وبينهم دميتري يازوف وزير الدفاع وبوريس بوغو وزير الداخلية وفلاديمير كريوتشكوف رئيس لجنة أمن الدولة (كي جي بي).

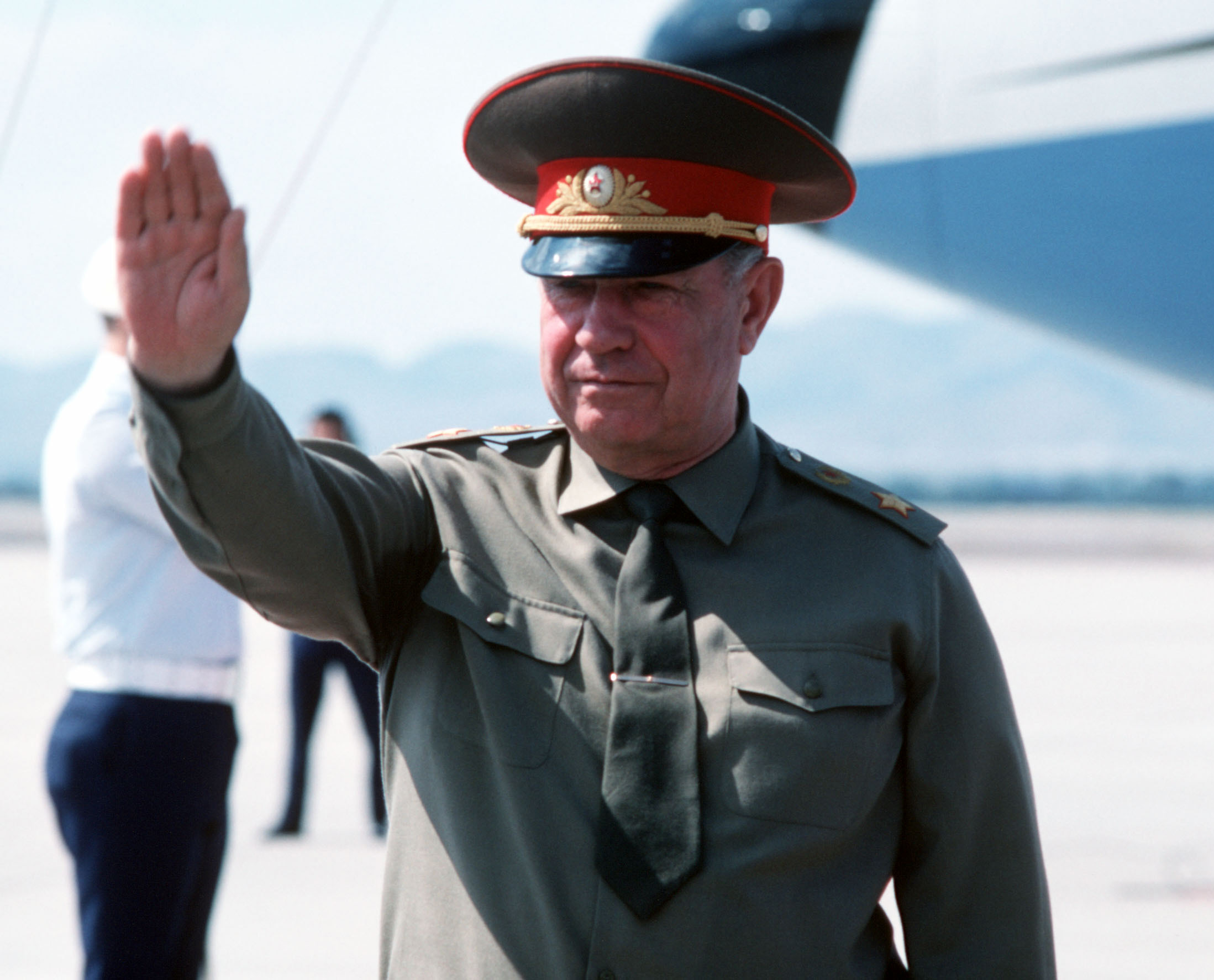
ديمتري يازوف وزير الدفاع الأخير للاتحاد السوفيتي

## معارضة لجنة الدولة لحالة الطوارئ
أعلنت وسائل الإعلام السوفيتية في 19 أغسطس/آب حالة الطوارئ في البلاد. كما أعلنت عجز الرئيس غورباتشوف عن أداء مهامه لحالته الصحية السيئة وانتقال السلطة إلى لجنة الدولة لحالة الطوارئ. وتم في الوقت نفسه إدخال القوات إلى موسكو. وأعلن أن ممثلي المعارضة الديمقراطية سيخضعون للاعتقال في حال العثور عليهم.
وتضمنت المعارضة للجنة الدولة لحالة الطوارئ قيادة روسيا الاتحادية بصفتها إحدى جمهوريات الاتحاد السوفيتي حينذاك برئاسة بوريس يلتسين رئيس الجمهورية وإيفان سيلاييف رئيس الحكومة الروسية وروسلان حزبولاتوف رئيس مجلس السوفيت الأعلى. وقام يلتسين بنشر دعوة إلى مواطني روسيا الاتحادية، حيث وصف أعمال لجنة الدولة لحالة الطوارئ بأنها انقلاب حكومي ووقع مرسوما حول عدم شرعية اللجنة. كما دعا الشعب إلى الوقوف إلى جانب الديمقراطية الروسية الفتية. واجتمعت بالقرب من «البيت الأبيض» (مبنى مجلس السوفيت لروسيا الاتحادية) مجموعة كبيرة من أنصار الرئيس الروسي الذي كانوا يعبرون عن احتجاجهم ولم ينصرفوا حتى في الليل. وبدأوا يقيمون المتاريس في موسكو ويوزعون المنشورات. وانتقلت وحدات فرقة «تامانسكايا» إلى جانب المدافعين عن المجلس الأعلى. أما الدبابات التي وجهتها لجنة الدولة لحالة الطوارئ إلى مبنى البرلمان فتم حصارها بحشود من الناس. ولقي 3 أشخاص مصرعهم جراء وقوع اشتباكات. ورفضت الوحدة الخاصة «ألفا» اقتحام البيت الأبيض. وفي هذه الظروف أصدر وزير الدفاع أمراً بسحب القوات من موسكو. في 22 أغسطس/آب عاد ميخائيل غورباتشوف رئيس الاتحاد السوفيتي من القرم فتم اعتقال أعضاء لجنة الدولة لحالة الطوارئ. وأعلن في موسكو الحداد على الشهداء. كما أعلن يلتسين أنه اتخذ قرارا بجعل العلم الأبيض- الأحمر - الأزرق علما للدولة الروسية.

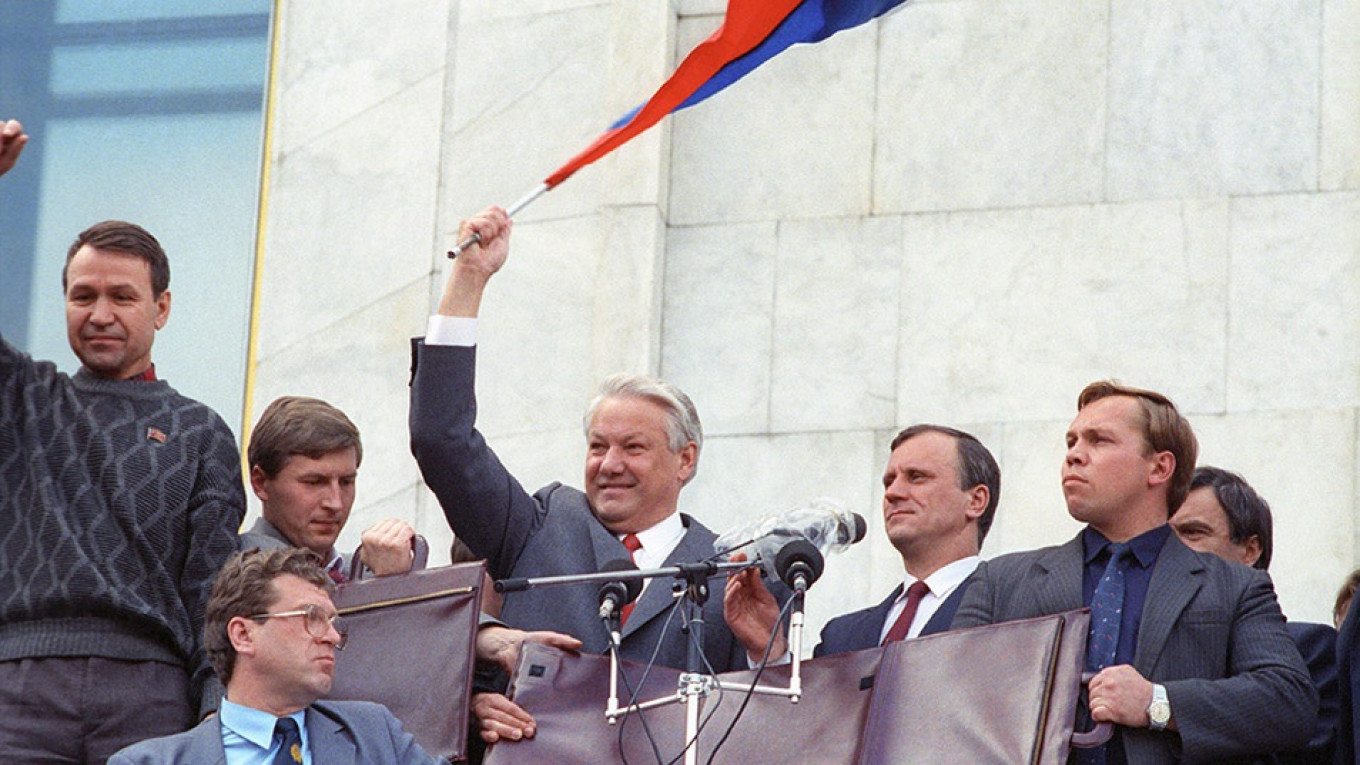
الرئيس الروسي بوريس يلتسن يرفع العلم الروسي أمام أنصاره المتجمعين قرب مبنى البرلمان الروسي.

وفي 23 أغسطس/آب وقع يلتسين مرسوما آخر يقضي بوقف نشاط الحزب الشيوعي للاتحاد السوفيتي. وفي واقع الأمر فإن الاحتجاج على إقصاء رئيس الاتحاد السوفيتي عن السلطة تحول إلى دعم استقلال روسيا الاتحادية برئاسة بوريس يلتسين، الذي كان قد انتخب في يونيو/حزيران رئيسا لروسيا الاتحادية. أما سيادة روسيا الاتحادية فكانت قد أعلنت في 12 يونيو/حزيران عام 1990 خلال انعقاد المؤتمر الأول لنواب الشعب في جمهورية روسيا الاتحادية الاشتراكية السوفيتية.

## نتائج محاولة انقلاب أغسطس/آب
تم اعتقال أعضاء لجنة الدولة لحالة الطوارئ. وانتحر وزير الداخلية بوريس بوغو وتبعه مارشال الاتحاد السوفيتي سيرغي آخرومييف الذي عمل مستشارا لرئيس الاتحاد السوفيتي والذي أصبح تفكك الاتحاد السوفيتي بالنسبة له، شأنه شأن الكثير من المواطنين السوفيت، أصبح كارثة شخصية. لكن مجلس الدوما الروسي اتخذ في 23 فبراير/شباط عام 1994 قرارا بالعفو عن أعضاء لجنة الدولة لحالة الطوارئ والإفراج عنهم. لم يعترف أعضاء اللجنة بذنبهم إذ اعتبروا أنهم عملوا للحفاظ على وحدة الدولة، وحاولوا الحيلولة دون تفككها.
تم البدء بعملية تفكيك الاتحاد السوفيتي قبل ذلك بكثير، علما أن الجمهوريات الاتحادية الأولى كانت قد أعلنت سيادتها في عام 1988. لكن بعد 19 أغسطس/آب عام 1991 بالذات شهدت البلاد إعلان الاستقلال للكيانات الجديدة بشكل جماعي. وفي 26 ديسمبر/كانون الأول عام 1991 تم عقد الاتفاق بين رؤساء كل من روسيا وروسيا البيضاء وأوكرانيا حول الإنهاء الرسمي للاتحاد السوفيتي. وأصبحت كل جمهورياته جراء ذلك مستقلة.

## صور موسكو أثناء الانقلاب

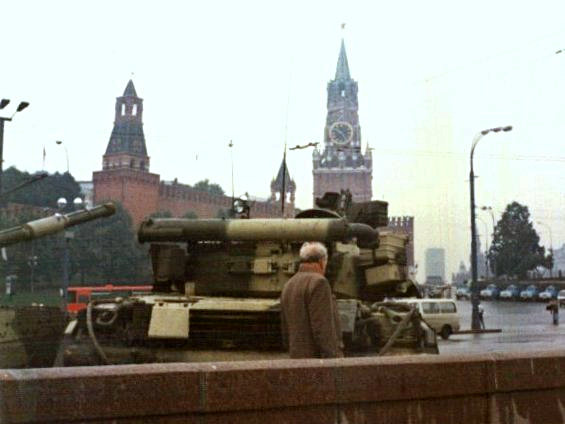
الدبابات في الساحة الحمراء أثناء المحاولة
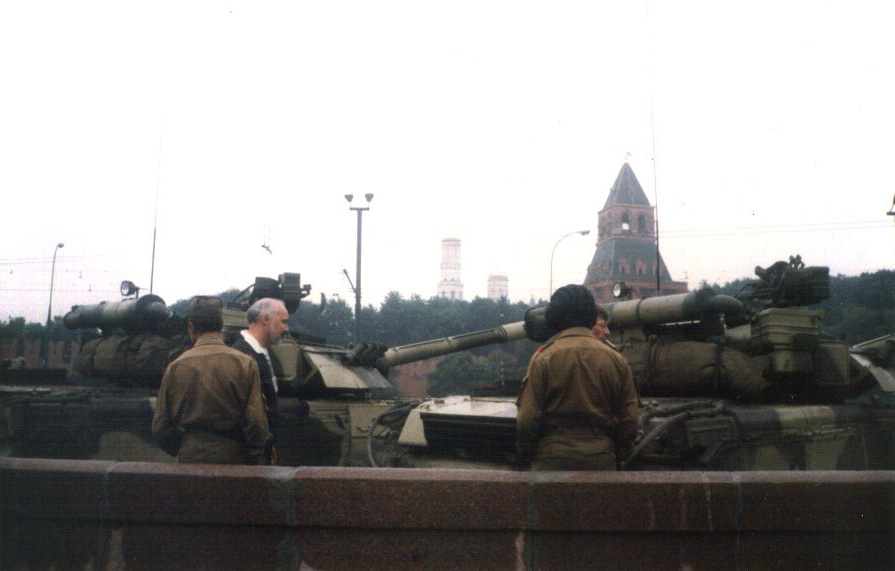
صورة أخرى للدبابات قرب الساحة الحمراء آب 1991
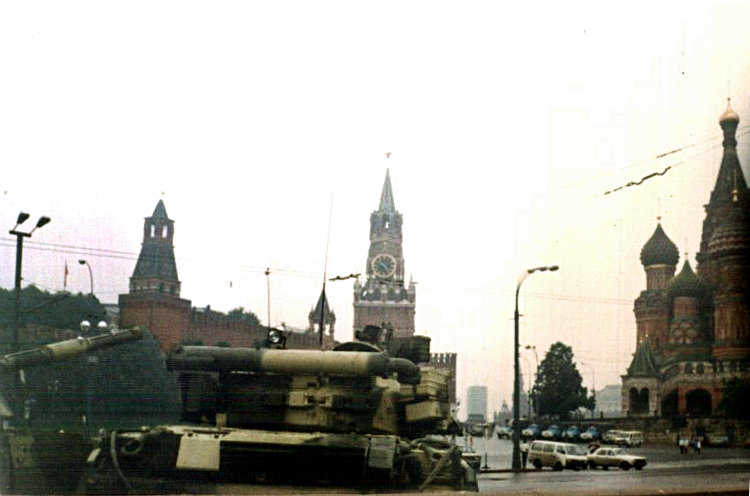
دبابات أخرى قرب الساحة الحمراء آب 1991